# Imène Cherif-Sahraoui
Imène Cherif-Sahraoui (sinh ngày 14 tháng 9 năm 1995) là một thủy thủ người Algérie. Cô đã đứng thứ 37 trong sự kiện Laser Radial tại Thế vận hội mùa hè 2016.